# Ганьебен, Абрахам
Абрахам Ганьебен (фр. Abraham Gagnebin; 19 августа 1707, Ренан, Швейцарский союз — 23 апреля 1800, Ла-Феррьер, Куртелари) — швейцарский ботаник, натуралист (естествоиспытатель), врач, хирург, доктор медицинских наук.  

## Биография
Абрахам Ганьебен родился 19 августа 1707 года. Он был старшим из 12 детей. С 1721 по 1725 год Ганьебен изучал медицину в Базеле. С 1728 по 1734 год был хирургом Франции. В 1768 году Ганьебен принят в Экономическое общество Берна. Абрахам Ганьебен умер 23 апреля 1800 года.

## Научная деятельность
Абрахам Ганьебен специализировался на семенных растениях.